# 버스 스포팅

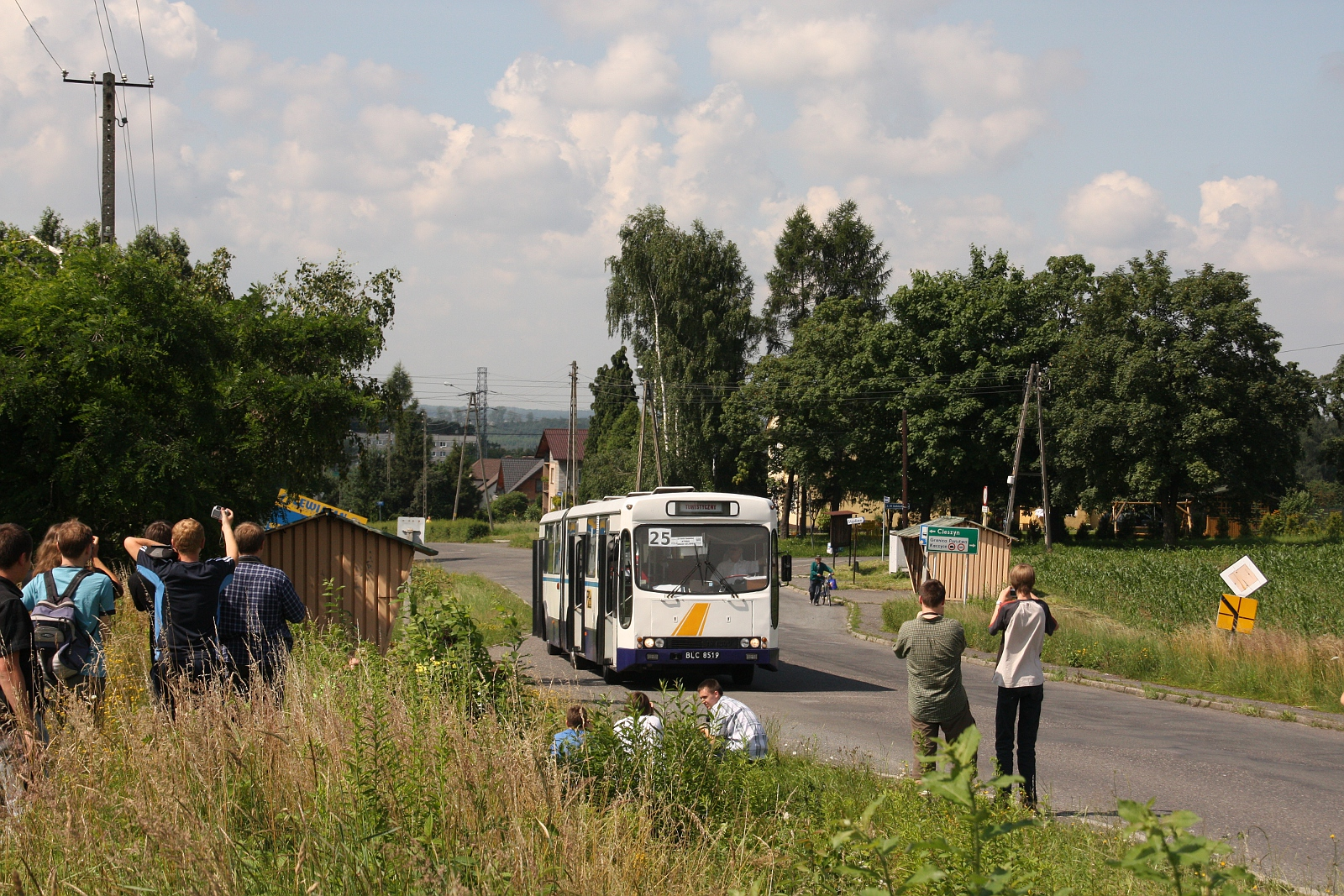

버스 스포팅(Bus spotting)은 버스 회사 내에서 근무하는 동안 버스를 관찰하고, 사진을 찍고, 추적하는 관심이자 활동이다. 이러한 활동에 참여하는 사람을 버스 팬 또는 버스 매니아라고 한다.
전 세계적으로 버스 및 코치 산업에 열광하는 사람들이 많이 있다. 기차 및 항공기 감시인과 마찬가지로 버스 감시인의 활동에는 버스 경로 할당 모니터링, 버스에 대한 지식 공유 및 버스 사진 촬영이 포함된다. 어떤 사람들은 예를 들어 다른 소유자가 보유한 차량 번호와 기계 부품 또는 내부 부속품이 갱신된 시기를 아는 등 차량 수명 내내 차량을 추적할 수 있을 정도로 열성적일 수 있다.
버스 발견은 도시의 대중교통을 포함하기 때문에 종종 메트로필리와 밀접하게 연관된다. 뉴욕에서는 두 사람을 '환승 팬'으로 합치는 경우가 많다. 즉 버스와 철도 고속철도를 모두 똑같이 부지런히 연구하는 사람이다. 이 관행은 캐나다의 광역 토론토 및 해밀턴 지역에서 인기가 있다.
버스 매니아를 대상으로 하는 잡지(예: 버스 매거진)가 다수 있다.

## 같이 보기
- 철도 동호인